# 馬代嶺
83°28′S 55°50′W / 83.467°S 55.833°W
馬代嶺（英語：Madey Ridge）是南極洲的山嶺，位於伊利沙伯女皇地，屬於彭薩科拉山脈中尼普頓山脈，根據美國地質調查局的測量和美國海軍的空中照片被繪入地圖。